# Ait (nombre)

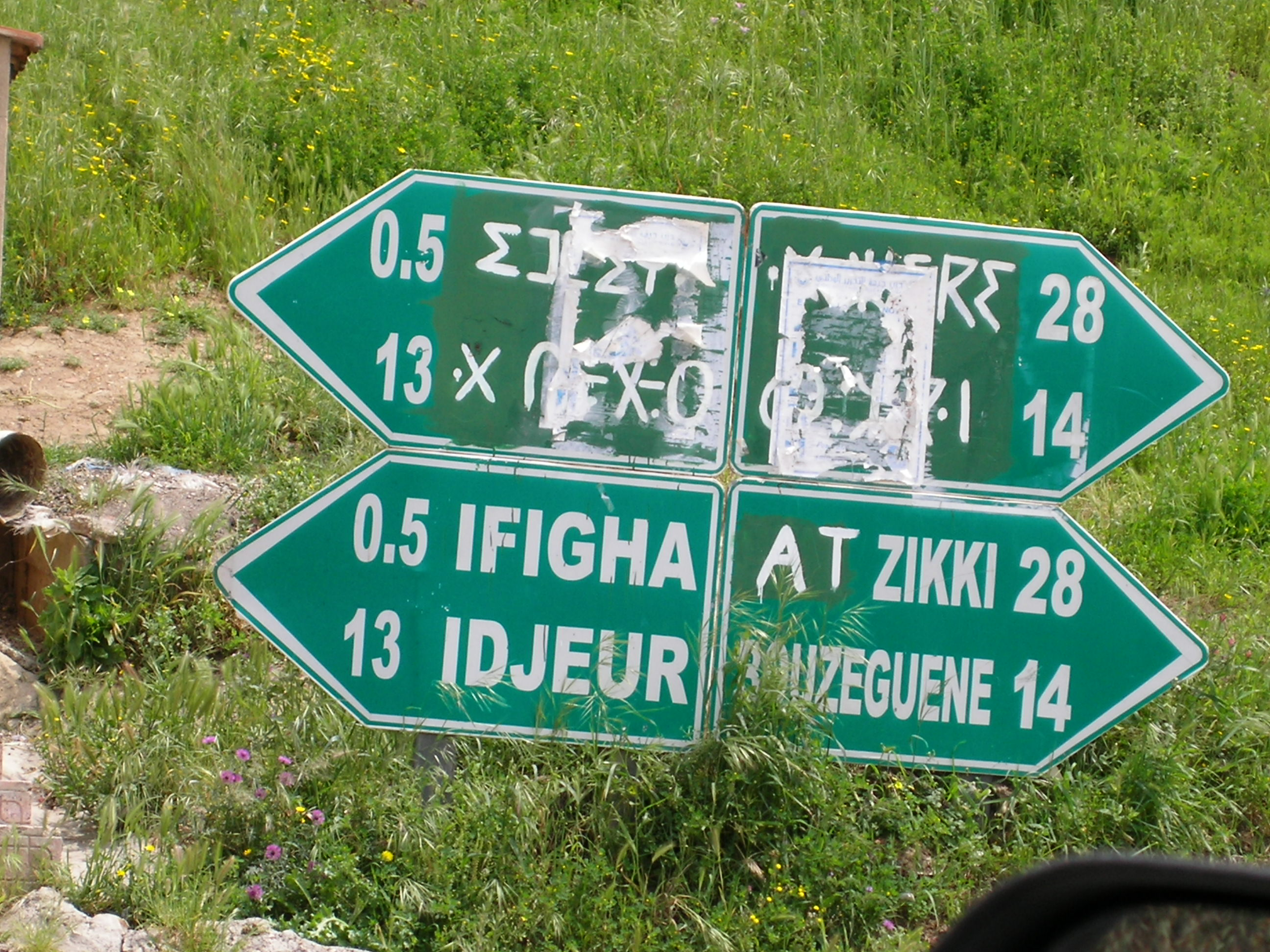
Señales de tráfico vandalizada. En la parte inferior derecha se puede ver cómo se ha sustituido Beni Zikki (nombre árabe) por At Zikki (nombre bereber).

Ait, Aít, Aït, Ayt, Ath o At (en tamazight, ⴰⵢⵜ; en árabe: ايت‎, pronunciado /'æjt/, /'æjÞ/) es un prefijo común en la cultura bereber que literalmente significa ‘Hijo(s) de’ [y el nombre del padre]. Por ejemplo, Ait Ayash o Ait Atta. Es frecuente en onomástica local, tanto para nombres de tribus como para nombres de sitio (topónimos). Equivale a banū en lengua árabe.  
Ait es el plural de u (en tamazight, ⵓ; en árabe, و; en francés, ou; en tuareg, ag; ‘hijo de’), que equivale al ibn o bin árabe. U es frecuente en los nombres de pila que usan el patronímico; por ejemplo, Si Mohand u-Mhand, ‘Si Mohand hijo de Mhand’ o Musa ag Amastan, ‘Musa hijo de Amastan’. 
En algunas áreas bereberes como Cabilia, el significado ha derivado en ‘[las] gentes [de]’ o ‘los de’. En las lenguas guanches de Canarias equivalía a achi.

## Etimología
Etimológicamente hablando, probablemente provenga de *aw-t, que combina el elemento (a)w «hijo de» con un sufijo plural -t aún existente en la gramática bereber, especialmente en la inflexión verbal (-t imperativo plural, -(i)t marca indiferenciada de plural en los verbos de estado).
La evolución de un prototipo *aw-t en ayt se explica fácilmente por la anteriorización y una palatalización de /w/ bajo la influencia de la consonante anterior (dental) /t/. Esta asimilación regresiva de la semi-vocal /w/ se facilita debido a su posición implosiva (por lo tanto de debilidad).

## Uso
Es curioso observar que este término, ciertamente muy antiguo y utilizado actualmente entre todos los hablantes bereberes, apenas aparece en los materiales onomásticos de la Antigüedad.
Sin embargo, algunos nombres de tribus antiguas como los Autololes, podrían explicarse por la forma antigua de ayt, *aw-t.
En la actualidad, en muchas de las lenguas bereberes (cabilio, mozabita, etc.) el término ait es inusual, prefiriendo una forma con una caída completa de la semivocal, es decir la forma at. Por ejemplo, en Cabilia, ayt se considera un arcaísmo o una variante muy específica (por ejemplo, at-ma, que literalmente significa ‘hijos de mi madre’, es decir, ‘hermanos’. Más raramente ayt-ma). Sin embargo, fue durante la colonización francesa de Argelia que se extendió masivamente el hábito de restablecer la forma obsoleta ayt (aït en francés) en la nomenclatura oficial de la onomástica de Cabilia.
En algunas comunidades amaziges, el prefijo ha perdido el significado de parentesco y simplemente se usa para definir a un grupo de gente (‘gentes de’, ‘los de [...]’), como en:
- A(y)t wexxam = ‘Familia’ (literalmente, ‘gente de mi casa’)
- At ufella = ‘Gente de montaña’ (literalmente, ‘gente del país alto’)
- At taddart = ‘Ciudadanos’ (literalmente, ‘gente del pueblo’)

## Clasificación académica
Por la cantidad innumerable de lugares y tribus que comienzan por el prefijo ayt/ait/at, se prefiere usar el segundo elemento del nombre para un orden alfabético correcto. Por ejemplo, Aït Iraten en un diccionario o enciclopedia se buscará por la I.